# Han Zhangdi
Zhangdi (né en 56 et mort le 9 avril 88) est un empereur de la dynastie Han. Fils et successeur de l'empereur Mingdi, il règne de 75 à 88. Sa mort marque le début du déclin des Han orientaux.